# ONE : 하이스쿨 히어로즈
《ONE : 하이스쿨 히어로즈》는 2025년 5월 30일부터 방송 중인 Wavve 오리지널 드라마이다.

## 기획 의도
아버지의 억압에 시달리던 전교 1등 ‘의겸’과 그의 천부적인 싸움 재능을 이용하려는 ‘윤기’가 복면을 쓴 ‘하이스쿨 히어로즈’를 결성해 억눌린 분노를 폭발시켜 학교 폭력 서열을 뒤엎는 하이스쿨 액션 드라마

## 제작진

### 제작사
- 커버넌트픽처스

### 극본
- 김영은

### 연출
- 이성태 : 영화 《양자물리학》(연출), 영화 《두 남자》(연출) 연출

## 등장 인물

### 주요 인물
- 이정하 : 김의겸 역
- 김도완 : 강윤기 역.

### 주변 인물
- 김상호 : 김석태 역
- 김주령 : 명다빈 역
- 임성균 : 김승준 역
- 육준서 : 이걸재 역
- 유희제 : 최기수 역
- 임현태 : 최홍일 역
- 신준섭 : 남승식 역
- 신재휘
- 홍민기 : 김남협 역
- 윤현수 : 지성 역
- 이찬형 : 성욱 역

### 기타 인물
- 이세호 : 최지혁 역

## 참고 사항
- 2023년 드라마 《거래》 이후 무려 2년만에 재개되는 Wavve 오리지널 드라마다. 2024년 드라마 《페이스 미》 역시 Wavve 오리지널 드라마 타이틀로 스트리밍 되기는 했지만 KBS 수목 드라마였기 때문에, TVING과의 합병을 선언하면서 중단되었던 Wavve 오리지널 드라마가 이 작품으로 재개되는 셈이다. 다만 2022년부터 2023년까지 촬영된 작품이 Wavve 오리지널 드라마로 편성된 케이스라, 실질적인 재개는 이 작품 이후로 대기 중인 《단죄》나 《리버스》가 될 예정이다..
- 영화 경력만 있던 이성태 감독의 첫 드라마 연출작이다.
- 드라마 인트로의 로고를 보면 'ONE 하이스쿨 히어로즈' 밑에 01 부분에서 1의 모양이 특이하다. 숫자 10을 좌우 반전시킨 것으로 보이며 원작 웹툰의 프리퀄인 TEN (10)과 관련이 있는 것으로 보인다.[1] 또한, 이 드라마의 엔딩을 암시하는 복선일 수도 있다.